# William Seagrove
William Seagrove   (Londres, 2 de juliol de 1898 - Seaford, 5 de juny de 1980) fou un atleta anglès que va competir en els anys posteriors a la Primera Guerra Mundial.
El 1920 va prendre part en els Jocs Olímpics d'Anvers, on disputà dues proves del programa d'atletisme. En els 3.000 metres per equips guanyà la medalla de plata, mentre en els 5.000 metres fou sisè. Quatre anys més tard, als Jocs de París, va prendre part en la prova dels 3.000 metres obstacles del programa d'atletisme, en què tornà a guanyar la medalla de plata.

## Millors marques
- 880 iardes 1' 58.0" (1927)
- Milla. 4' 21.2" (1924)
- 3.000 metres. 9' 00.0" (1920)
- 5.000 metres. 15' 21.0" (1920)[1][2]